# Ражанац
Ражанац је насељено место и седиште општине у Задарској жупанији, Република Хрватска.

## Историја
До територијалне реорганизације у Хрватској налазио се у саставу бивше велике општине Задар.

## Становништво
На попису становништва 2011. године, општина Ражанац је имала 2.940 становника, од чега у самом Ражанцу 943.

## Попис1991.
На попису становништва 1991. године, насељено место Ражанац је имало 1.039 становника, следећег националног састава:
| Попис 1991.‍   | Попис 1991.‍  | Попис 1991.‍ | Попис 1991.‍ | Попис 1991.‍ |
| ------------- | ------------ | ----------- | ----------- | ----------- |
|               |              |             |             |             |
| Хрвати        | Хрвати       |             | 995         | 95,76%      |
| Срби          | Срби         |             | 7           | 0,67%       |
| Албанци       | Албанци      |             | 6           | 0,57%       |
| Југословени   | Југословени  |             | 4           | 0,38%       |
| Муслимани     | Муслимани    |             | 3           | 0,28%       |
| Македонци     | Македонци    |             | 2           | 0,19%       |
| Словенци      | Словенци     |             | 2           | 0,19%       |
| неопредељени  | неопредељени |             | 2           | 0,19%       |
| непознато     | непознато    |             | 18          | 1,73%       |
| укупно: 1.039 |              |             |             |             |